# قانون مشترك

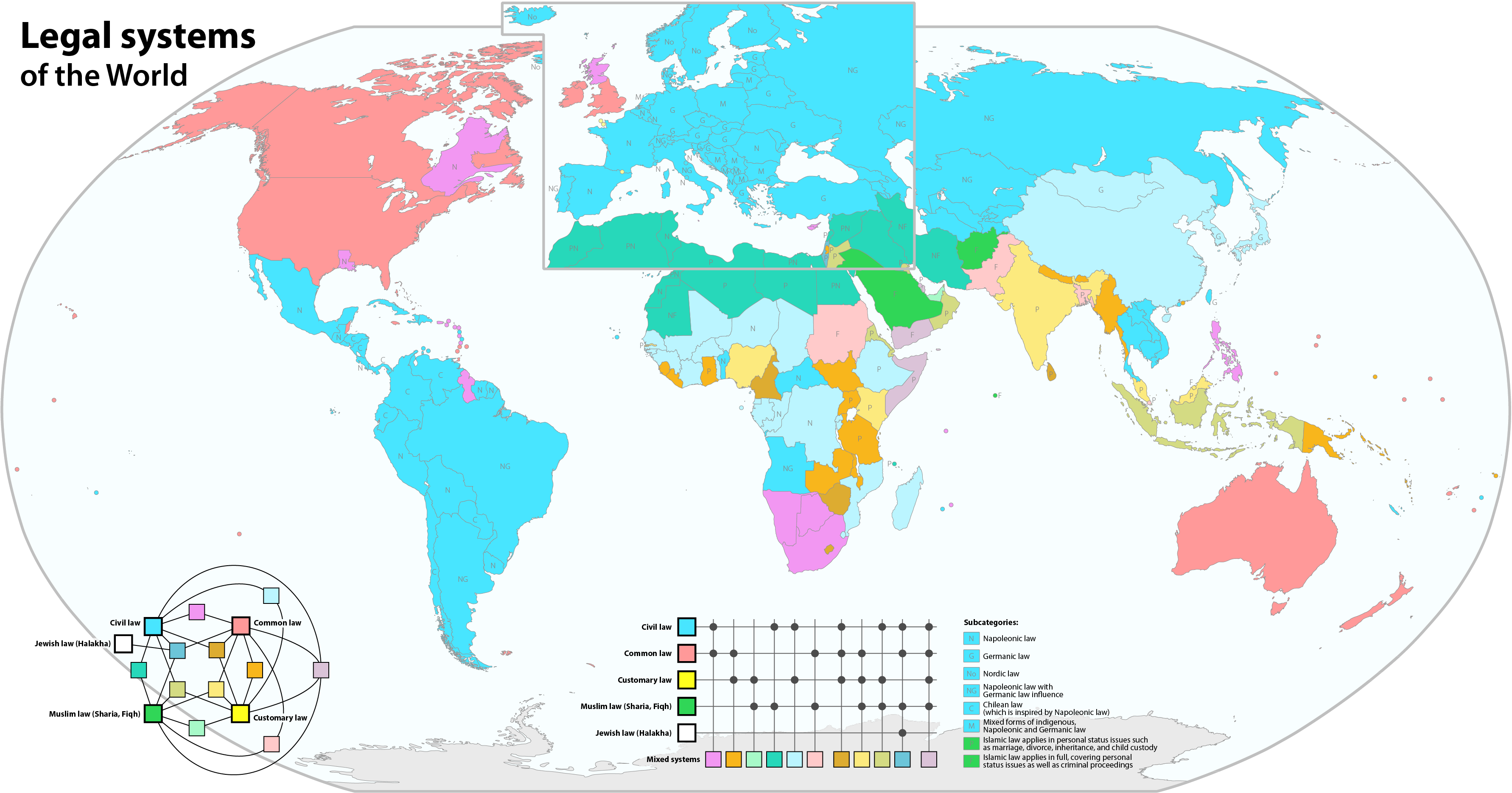
الأنظمة القانونية في العالم، مع أنظمة القانون المشترك بتدرج اللون الوردي

القانون المشترك (المعروف أيضًا باسم السوابق القضائية أو قانون القاضي أو قانون السوابق) هو مجموعة من القوانين التي تُطور أساسًا بواسطة الأحكام القضائية بدلًا من التشريعات القانونية. رغم أن القانون المشترك قد يتضمن بعض التشريعات، إلا أنه يعتمد اعتمادًا كبيرًا على السوابق – أي الأحكام الصادرة في قضايا مشابهة سابقة. يُحدد القاضي السوابق الواجب تطبيقها في كل قضية جديدة.
يرتكز القانون المشترك على مبدأ "التمسك بالقرارات السابقة" (stare decisis)، حيث تلتزم المحاكم بالسوابق التي أرساها القضاة في قرارات سابقة. عند وجود قضية مشابهة سبق البت فيها، تتماشى المحاكم عادةً مع المنطق الذي استندت إليه في تلك السابقة. لكن في حالات "القضية الأولى من نوعها" التي لا يوجد لها سوابق أو توجيهات تشريعية واضحة، يتمتع القضاة بصلاحية حل النزاع وإنشاء سابقة جديدة.
نشأ القانون المشترك، الذي سُمي بهذا الاسم لكونه "مشتركًا" بين جميع محاكم الملك في إنجلترا، من ممارسات محاكم الملوك الإنجليزية في القرون التالية للغزو النورماني لإنجلترا عام 1066. حيث أسسوا نظامًا قانونيًا موحدًا حل تدريجيًا محل المحاكم الشعبية والمحاكم الإقطاعية المحلية. انتشر النظام القانوني الإنجليزي عبر الجزر البريطانية أولًا إلى ويلز، ثم إلى أيرلندا والمستعمرات الخارجية، واستمر ذلك عبر الإمبراطورية البريطانية، ولا تزال العديد من المستعمرات السابقة تحتفظ بنظام القانون المشترك حتى اليوم. هذا النظام هو من الأنظمة القانونية التي تعطي وزنًا كبيرًا للسوابق القضائية وأسلوب الاستدلال الموروث من النظام القانوني الإنجليزي. يعيش حاليًا حوالي ثلث سكان العالم في دول تطبق القانون المشترك أو أنظمة مختلطة تجمع بينه وبين نظام القانون المدني.

## التسمية
تعود تسمية القانون المشترك بهذا الاسم إلى فترة غزو النورمان لإنجلترا الذي بدأ عام 1066م، حيث كان لكل منطقة ومقاطعة في إنجلترا قوانينها الخاصة المبنية على العرف، فأنشأ ملوك النورمان محاكم جديدة وألزموها بتطبيق قانون موحد (أي مشترك) لكافة الأقاليم الإنجليزية بناءً على مبدأ السوابق القضائية، فسميت المادة القانونية التي نشأت نتيجة لذلك بـالكومون لو (بالإنجليزية: common law)‏ والتي تترجم باللغة العربية إلى القانون المشترك أو القانون العام أو الشريعة العامة أو قانون العموم أو القانون العرفي أو القانون العادي غير المكتوب (المبني على العرف والعادة) أو القانون الموحد وهو النظام القانوني الأنجلو ساكسوني ويسمى بالقانون العرفي لأنه يرتكز إلى حد كبير على السوابق القضائية كمصدر للأحكام. ويقابله النظام القانوني الروماني-الجرماني الذي يستمد جذوره من إرث القانون الأوروبي، مثل قانون نابليون وبالأخص القانون الروماني.

## أهم سمات القانون المشترك
- إلزام القضاة بالسوابق القضائية تحت ضوابط معينة، ويعبّر عن هذا المبدأ بالعبارة اللاتينية stare decisis.
- اعتماد السوابق القضائية كأحد مصادر التشريع، وما زالت الكثير من المواد القضائية في بلدان القانون المشترك غير مكتوبة على هيئة تشريعات قانونية بل يجب استنباطها من قرارات القضاة.
- ونتيجة لما سبق فإن للقاضي في بلدان القانون المشترك مكانة اجتماعية أعلى من مكانتها في بلدان القانون المدني، أما العلماء والأكاديميون القانونيون، فيشغلون مكانة أقل أهمية في القانون المتشرك من نظرائهم في بلدان القانون المدني.
- استخدام هيئة محلفين في إصدار الأحكام القضائية. ويعتبر وجود هيئة المحلفين في الولايات المتحدة حقاً دستورياً للمدعى عليه في القضايا الجنائية.
- وجود فرع من القانون يسمى «العدالة» (equity). وقد كانت محاكم «العدالة» في إنجلترا منفصلة عن محاكم القانون المشترك، والهدف من وجودها هو تخفيف وطأة الأحكام الصادرة من محاكم القانون المشترك التي قد تكون قاسية أحياناً. وقد دمج النظامان فيما بعد وصارت مفاهيم «العدالة» داخلة ضمن القانون المشترك وبإمكان القاضي الاعتماد عليها إذا كان الالتزام بالقانون سيؤدي إلى نتيجة قاسية أو غير عادلة في نظره.
- عدم الفصل بين «القانون التجاري» و«القانون المدني»، بينما في مدرسة القانون المدني يعتبر القانون التجاري فرعاً مستقلاً عن القانون المدني (المقصود بالقانون المدني، القانون الذي يحكم علاقات الأشخاص وليس مدرسة القانون المدني).
- عادة يكون القاضي في بلدان القانون المشترك غير مختص بنوع معين من القانون، فينظر نفس القاضي إلى القضايا التجارية والأسرية والجنائية وغيرها. هذا لا يعني أنه لا توجد محاكم أو لجان تحكيمية مختصة (كمحاكم الإفلاس ومحاكم الضرائب)، ولكن هذه يمكن الاستئناف منها إلى النظام القضائي العام للبلاد.

## فروع القانون في دول القانون المشترك
يتفرع القانون في البلاد التي تتبع القانون المشترك إلى فرعين رئيسيين وهما «القانون المدني» و«القانون الجنائي»، وفي العصر الحديث أضيف فرع ثالث هو «القانون الإداري.» وفي الولايات المتحدة الأمريكية على سبيل المثال، يوجد لكل فرع من الفروع الثالثة نظام خاص للإجراءات القضائية، فيوجد نظام للإجراءات المدنية، ونظام للإجراءات الجنائية، ونظام للإجراءات الإدارية.

### القانون المدني
القانون المدني يحكم علاقات الأشخاص (الطبيعيين والاعتباريين). ويترتب على القضايا المدنية عقوبات مدنية تتلخص فيما يلي:
- التعويضات المادية
- إجبار شخص على عمل معين (كإجبار الشخص على تنفيذ بند من بنود العقد)
- منع شخص من عمل معين (كمنع شركة من مواصلة استخدام ماركة تجارية إذا كان ذلك الاستخدام يتعدى على حقوق شركة أخرى)

ويشمل القانون المدني قانون الأضرار (torts)، وقانون العقود، وقوانين الملكية بجميع أنواعها، والقانون التجاري، وقانون الشركات، وقوانين الزواج والطلاق والأسرة، وقانون المواريث والوصاية، وأي حقوق والتزامات قانونية بين الأشخاص. وفي القضايا المدنية يجب أن يَرْفَع المطالب بالحق الدعوى بنفسه، أما المدعي العام فلا يحق له رفع دعوى مدنية. ويمكن لأحد أجهزة الدولة أن يرفع قضية مدنية. وهو يقابل ما يسمى «القانون الخاص» في دول القانون المدني.
وللإضافة فقط فإن القانون المدني هو القانون الأم، فعندما لا يجد القضاة قانونا يحكم نازلة في قانون ما مثلا قانون التجاري فيما يتعلق بالعقود التي تربط بين مدني وتاجر فإنه يرجع إلى القانون المدني، فإن كان النص قريبا من الموضوع فإنه يُقَلِّم النص ويجعله مناسبا للموضوع

### القانون الجنائي
القانون الجنائي يحكم الجنايات التي يقررها القانون، ويجب أن تكون الدولة طرفاً في القضية الجنائية والجنحية اما المخاللفات فمتروكة للاشخاص والإدارة، بحيث يَرْفَع المدعي العام الدعوى ضد المتهم، ويترتب على الجنايات عقوبات جنائية تتمثل بالغرامات المالية والسجن والإعدام والعمل الاجتماعي ونحو ذلك. وتنقسم الجرائم إلى عدة درجات من الخطورة حسب ما يقرره القانون، ففي الولايات المتحدة تصنف الجرائم إلى ما يلي:
- Felony: وهي أكثر الجنايات خطورة، وهي التي يعاقب عليها بسنة أو أكثر في السجن
- Misdemeanour وهي الجرائم التي يعاقب عليها بالسجن أقل من سنة.
- Infraction: وهي الجنايات التي لا يعاقب عليها عادة بالسجن، وتشمل مثلاً مخالفات المرور.

وفي دول أخرى كبريطانيا وكندا تقسم الجنايات إلى summary crimes وindictable crimes، أي الجرائم المستعجلة وجرائم الاتهام.

### القانون الإداري
وهو القانون الذي ينظم عمل الهيئات والمؤسسات الحكومية وكيفية الطعن بقرارات الجهات التنفيذية.

## أمثلة على المادة القانونية في القانون المتشرك

### قانون العقود
يشترط القانون المشترك في حدوث العقد وجود الإيجاب والقبول والاعتبار (consideration)، أي أن كل طرف يعد بالتزامات معينة «على اعتبار» أن الطرف الآخر قد وعد بالتزامات أخرى، بينما لا يوجد في المدارس القانونية الأخرى كالقانون المدني مفهوم «الاعتبار.» وعند غياب عنصر «الاعتبار» بإمكان القاضي أن يتجاوز ذلك عن طريق مفهوم «الوعد الملزم» (promissory estoppel)، وهو من مفاهيم «العدالة» المذكورة أعلاه، إذا رأى القاضي أن من العدالة إلزام أحد الطرفين على الرغم من غياب شرط الاعتبار.

### الملكية
تقسم الأملاك إلى أملاك عقارية (real property أو realty) وأملاك شخصية (personal property أو personalty)، ويقابلان «الأملاك غير المنقولة» و«الأملاك المنقولة» في مدرسة القانون المدني. كما تقسم الأملاك أيضاً إلى أملاك ملموسة (tangible) وغير ملموسة (intangible).

### قانون حقوق النسخ
تسمى هذه الحقوق بـ«حقوق النسخ» (copyright)، وهي لا تعنى بحماية العزو بخلاف قانون حقوق التأليف (droit d'auteur) في مدرسة القانون المدني.

## وصلات خارجية
- دليل المحامين العرب.